# Pouthisat
Pouthisat is een stad in Cambodja en is de hoofdplaats van de provincie Pouthisat.
Pouthisat telt ongeveer 54.000 inwoners.